# Zorè Sabbadini
Zorè Sabbadini (Carpi, 25 agosto 1906 – Carpi, 1º febbraio 2001) è stato un calciatore italiano, di ruolo terzino.

## Carriera
Giocò in Serie A con il Modena.